# Sylvain Dufour
Sylvain Dufour (Saint-Dié-des-Vosges, 19 novembre 1982) è uno snowboarder francese.

## Biografia
Specialista di gigante parallelo e slalom parallelo, ha esordito in Coppa del Mondo di snowboard il 27 novembre 1999 a Tignes, in Francia. Ha ottenuto la sua prima vittoria il 19 marzo 2011 in Valmalenco, in Italia.
Nel 2014 ha conquistato la Coppa del Mondo di slalom parallelo.

## Palmarès

### Campionati mondiali
- 2 medaglie:
  - 2 argenti (gigante parallelo, slalom parallelo a Gangwon 2009).

### Universiadi
- 1 medaglia:
  - 1 bronzo (slalom gigante a Torino 2007).

### Coppa del Mondo
- Miglior piazzamento nella classifica generale: 12º nel 2009.
- Vincitore della Coppa del Mondo di slalom parallelo nel 2014.
- Miglior piazzamento nella Coppa del Mondo di parallelo: 2° nel 2014.
- Miglior piazzamento nella Coppa del Mondo di slalom gigante parallelo: 2° nel 2014.
- Miglior piazzamento nella Coppa del Mondo di snowboard cross: 49° nel 2004.
- 7 podi:
  - 3 vittorie;
  - 1 secondo posto;
  - 3 terzi posti.

#### Coppa del Mondo - vittorie
| Data             | Luogo           | Paese    | Disciplina |
| ---------------- | --------------- | -------- | ---------- |
| 19 marzo 2011    | Valmalenco      | Italia   | PGS        |
| 14 dicembre 2013 | Carezza al Lago | Italia   | PSL        |
| 1º febbraio 2014 | Sudelfeld       | Germania | PGS        |